# NDTV Florianópolis
NDTV Florianópolis é uma emissora de televisão brasileira com sede em Florianópolis, capital do estado de Santa Catarina. Opera no canal 4 (30 UHF digital) e é afiliada à Record. Pertence ao Grupo ND e é a cabeça de rede da NDTV, que transmite seus programas para outras 5 emissoras, no interior do estado.

## História
Em meados dos anos 80, o empresário Mário Petrelli decidiu retomar seus investimentos em comunicação através de uma parceria com o Sistema Catarinense de Comunicações, proprietário da TV Planalto de Lages, afiliada ao SBT, que possuía uma retransmissora em Florianópolis no canal 4 VHF. O canal se tornou gerador da TV O Estado, lançada em 1987, também afiliada à rede paulista. A parceria com a SCC possibilitou o uso de algumas de suas retransmissoras.
Em 1997, Petrelli dissolveu sua parceria com a TV Planalto, que continuou mantendo apenas o uso das retransmissoras do canal. Em 2000, a parceria foi encerrada de vez com a criação da Rede SC em 1 de dezembro, o que alterou o nome da emissora para Rede SC Florianópolis.
Em 1.º de fevereiro de 2008, a Rede SC passou a integrar o Grupo RIC, formado por Mário Petrelli no estado do Paraná. Com a fusão, as suas emissoras tornaram-se componentes da RIC TV, trocando também de afiliação e migrando para a Rede Record. Esta por sua vez, mantinha desde 1995 três emissoras locais em Florianópolis, Itajaí e Xanxerê, que passaram ao controle do Grupo RIC por um acordo de gerenciamento local. O canal de Florianópolis tornou-se a Record News SC, e os de Itajaí e Xanxerê mantiveram a programação da Record sob a bandeira da RIC TV que, ao todo, passou a ter 6 emissoras, além das 4 já existentes no Paraná (10 no total).
Em 2 de dezembro de 2019, o Grupo RIC realizou um evento no auditório da FIESC em Florianópolis, com a apresentação do jornalista Eduardo Ribeiro e da atriz Beth Goulart, para anunciar a cisão dos seus ativos em Santa Catarina, dando origem ao Grupo ND, que remete ao periódico local Notícias do Dia, criado em 2006. Ao mesmo tempo, as emissoras componentes da RIC TV no estado mudaram de nome, tornando-se a partir do dia seguinte a NDTV, unificando sua identidade com o jornal impresso e o website ND+. A mudança, segundo o presidente do grupo, Marcello Corrêa Petrelli, foi para uma aproximação maior com os catarinenses e suas características regionais, e já vinha sendo amadurecida nos últimos anos devido as mudanças no mercado de comunicação.

## Sinal digital
| Canal virtual | Canal digital | Resolução de tela | Programação                                          |
| ------------- | ------------- | ----------------- | ---------------------------------------------------- |
| 4.1           | 30 UHF        | 1080i             | Programação principal da NDTV Florianópolis / Record |

Transição para o sinal digital
Com base no decreto federal de transição das emissoras de TV brasileiras do sinal analógico para o digital, a NDTV Florianópolis, bem como as outras emissoras de Florianópolis, cessou suas transmissões pelo canal 4 VHF em 28 de fevereiro de 2018, seguindo o cronograma oficial da ANATEL.